# 1908 en littérature
| Années de la littérature : 1905 - 1906 - 1907 - 1908 - 1909 - 1910 - 1911    |
| Décennies de la littérature : 1870 - 1880 - 1890 - 1900 - 1910 - 1920 - 1930 |

Cet article présente les faits marquants de l'année 1908 en littérature.

## Événements
- 4 juin : Transfert des cendres de Zola au Panthéon de Paris.

## Presse
- 15 novembre : Premier numéro de la Nouvelle Revue française.
- Nyugat (Occident, 1908-1941), revue littéraire hongroise présidée par Mihály Babits.

## Parutions

### Bande dessinée
- Louis Forton : Les Pieds Nickelés.

### Essais
- Alain, Cent un propos, éd. Hartmann (avril).
- Pierre Puiseux, La terre et la lune - Forme extérieure et structure interne, éd. Gauthier-Villars, Paris
- Joseph Schumpeter (1883-1950) : Nature et contenu principal de la théorie économique (Das Wesen und der Hauptinhalt der theoretischen Nationalökonomie).
- Joseph de La Servière, La Théologie de Bellarmin, éd. Beauchesne, Paris
- Georges Sorel : Réflexions sur la violence .

### Nouvelles
- Zsigmond Móricz : Sept Sous.
- Bram Stoker : Snowbound (Une nuit dans la tempête).

### Poésie
- Guillaume Apollinaire : L'Enchanteur pourrissant (novembre)
- Jules Romains : La Vie unanime
- Gabriel Volland : Le Parc Enchanté, Mercure de France

### Romans

#### Auteurs francophones

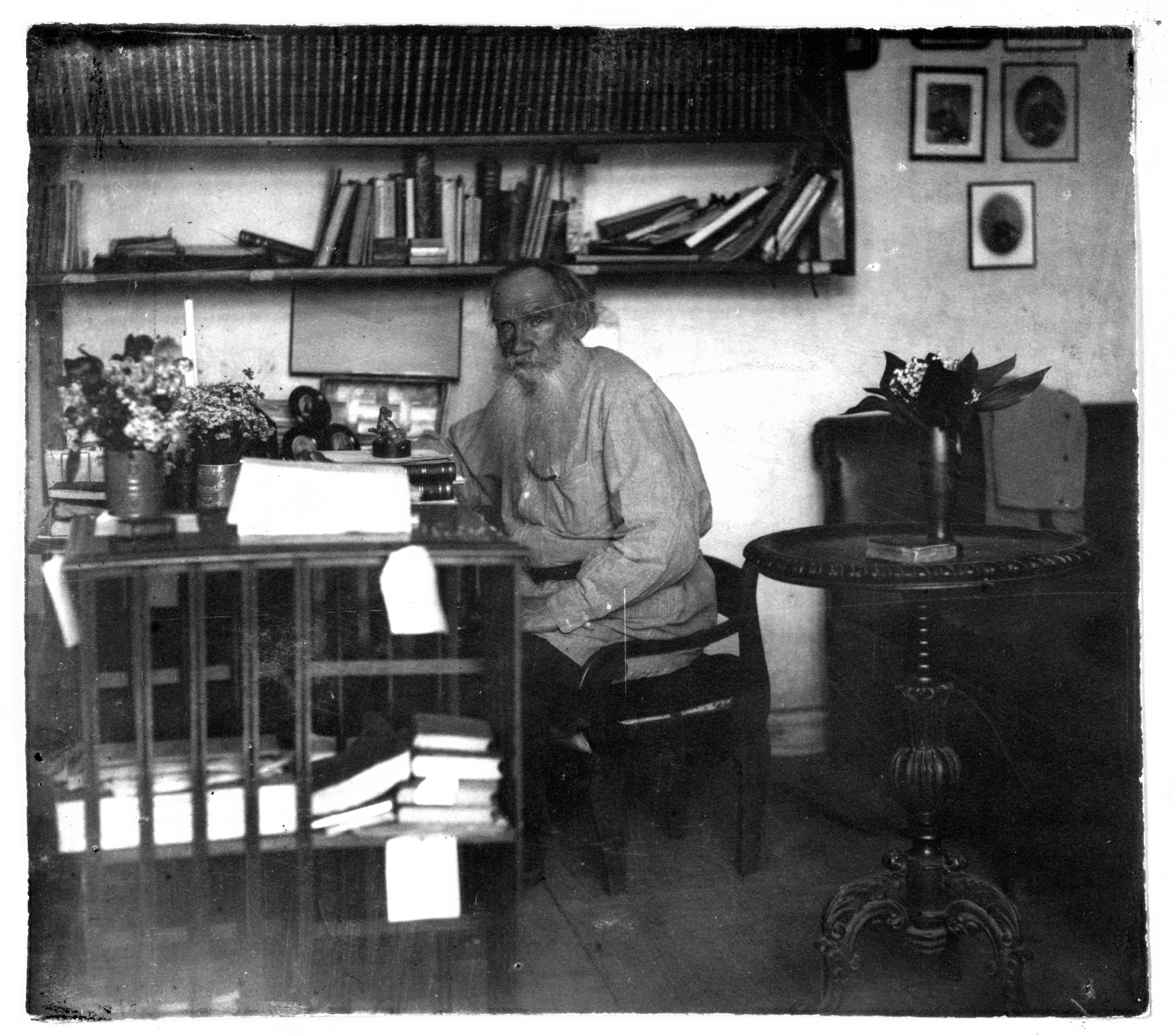
Léon Tolstoï à son bureau
Photographié en mai 1908.

- Jean de La Hire : La Roue fulgurante.
- Maurice Leblanc : Arsène Lupin contre Herlock Sholmès (février).
- Edouard Estaunié : La Vie secrète

#### Auteurs traduits
- Maxime Gorki : Une confession.
- Tolstoï : Je ne peux plus me taire.
- Robert Walser : Der Gehülfe (Le commis).

## Théâtre
- 15 mars :  Occupe-toi d’Amélie, pièce de Feydeau.
- 7 décembre : Le Foyer, pièce d’Octave Mirbeau et de Thadée Natanson.

## Récompenses et prix littéraires
- Prix Goncourt : Écrit sur de l'eau... de Francis de Miomandre
- Prix Femina : La Vie secrète d'Édouard Estaunié
- Prix Nobel de littérature : Rudolf Christoph Eucken

## Principales naissances
- 9 janvier : Simone de Beauvoir, philosophe et romancière française († 14 avril 1986).
- 28 mai : Ian Fleming, écrivain britannique, créateur de James Bond († 12 août 1964).
- 9 août : Tommaso Landolfi, écrivain italien († 8 juillet 1979).
- 23 août : Arthur Adamov, écrivain français († 15 mars 1970).

## Principaux décès
- 11 mars : Edmondo De Amicis, écrivain italien (° 21 octobre 1846).
- 29 avril : Jack Williamson, écrivain américain de science-fiction, mort en 2006.
- 23 mai : François Coppée, poète, dramaturge et romancier français (° 26 janvier 1842).
- 5 juillet : Jonas Lie, poète et romancier norvégien (° 6 novembre 1833).
- 29 septembre : Joaquim Maria Machado de Assis, romancier brésilien (° 21 juin 1839).
- 7 octobre : Eleanor Kirk, écrivaine américaine († 7 octobre 1831).
- 8 novembre : Victorien Sardou (° 5 septembre 1831).